# Compsoptera simplex
Compsoptera simplex là một loài bướm đêm trong họ Geometridae.